# Persisk småtärna
Persisk småtärna (Sternula saundersi) är en fågel i familjen måsfåglar inom ordningen vadarfåglar.

## Utseende och läten
Persisk småtärna är en mycket liten tärna, endast 23 centimeter lång, och väldigt lik sin nära släkting småtärnan (S. albifrons) som den tidigare betraktades som underart till. Den har liksom denna en lång svartspetsad gul näbb, smala vingar samt i häckingsdräkt en svart hätta med vit panna. Saunders småtärna skiljer sig från småtärna genom en mer rundad vit pannfläck så att den saknar ögonbrynsstreck, kortare och mörkare ben, bredare svart kant på handpennorna samt grå övergump och stjärtmitt.
Att skilja dem åt i ungfågelsdräkt och vinterdräkt är mycket svårt, möjligen är Saunders småtärna mörkare grå ovan samt en mörk kant på armpennorna.
Lätet är tvåstavigt och beskrivs som starkare än småtärnan, mer lik fisktärnans.

## Utbredning och systematik
Fågeln förekommer i Mellanöstern och Sydasien, från Röda havet till Indien och Sri Lanka, vintertid till Malaysia. 2012 och 2013 förekom en liten häckningskoloni på Sinaihalvön.

### Släktestillhörighet
Tärnorna i Sternula fördes tidigare till Sterna men DNA-studier visar att de är avlägset släkt, varför de numera urskiljs i ett eget släkte.

## Ekologi
Fågeln förekommer utmed kuster, flodmynningar och tidvattenslaguner. Den lever av småfisk, kräftdjur och mollusker, men också olika typer av insekter. Arten födosöker genom att dyka, ofta efter långa ryttlingar.
Häckningsperioden börjar i maj i Pakistan och Sri Lanka, i april i Röda havet. Fågeln häckar i små kolonier med bon 20-100 meter ifrån varandra strax ovan högvattenslinjen, gärna på en liten kulle av vinddriven sand runt en växt eller ett föremål. Boet är en liten grop som ibland fodras med snäckskal och småstenar. Däri lägger honan två bleka ägg.

## Status och hot
Arten har ett stort utbredningsområde och en stor population, men tros minska i antal, dock inte tillräckligt kraftigt för att den ska betraktas som hotad. Internationella naturvårdsunionen IUCN kategoriserar därför arten som livskraftig (LC).

## Namn
Fågelns vetenskapliga artnamn hedrar Howard E. Saunders (1835-1907), brittisk bankman och ornitolog. Tidigare kallades den Saunders småtärna även på svenska, men tilldelades 2024 ett mer informativt namn av BirdLife Sveriges taxonomikommitté.